# Moritz Moszkowski
Moritz Moszkowski (Breslavia, 23 agosto 1854 – Parigi, 4 marzo 1925) è stato un compositore e pianista polacco.

## Biografia
Dopo aver studiato a Breslavia (allora appartenente alla Germania), Dresda e Berlino, ebbe notevole fama sviluppando una notevolissima carriera concertistica.

## Opere
Ha scritto più di duecento pezzi per pianoforte dal carattere brillante che gli portarono molta popolarità, in particolare la sua serie di danze spagnole (op. 12), due concerti per pianoforte e orchestra (op. 3 in si minore e op.59 in Mi maggiore) i 15 Études de virtuosité (op.72 Per Aspera), l'opera teatrale Boabdil (1892) e alcuni pezzi di musica sinfonica.

### A
- Album espagnol, Op.21
- Albumblatt, Op.2
- Allegro scherzando, Op.20
- 3 Arabesques, Op.61
- Aus aller Herren Länder, Op.23

### B
- 3 Bagatelles, Op.63
- Barcarolle aus 'Hoffmanns Erzählungen'
- Boabdil, Op.49

### C
- Caprice espagnol, Op.37
- Caprice, Op.4
- Chanson bohème de 'Carmen'
- Complainte
- 2 Concert Etudes, Op.48
- 3 Concert Studies, Op.24
- Conservatoristen-Polka, Op.1/2
- Cortège et Gavotte, Op.43

### D
- Deutsche Reigen, Op.25

### E
- Esquisses techniques, Op.97
- 15 Etudes de Virtuosité, Op.72
- 12 Etudes for the Left Hand, Op.92
- 3 Etudes, Op.78

### F
- Fackeltanz, Op.51
- Fantaisie-Impromptu, Op.6
- Frühling, Op.57

### G
- 3 Gedichte im Volkston, Op.26
- Gondoliera, Op.41
- Grande valse de concert, Op.88

### H
- Hommage à Schumann, Op.5
- Humoreske, Op.14

•	Habanera op.65 n.3

### J
- Johanna d'Arc, Op.19

### K
- Kaleidoskop, Op.74
- 3 Klavierstücke in Tanzform, Op.17
- 6 Klavierstücke, Op.15
- 5 Klavierstücke, Op.18
- 3 Klavierstücke, Op.32
- 2 Konzertstücke, Op.16

### L
- Laurin, Op.53
- 2 Lieder, Op.9

### M
- Le maître et l'élève, Op.96
- 3 Mazurkas, Op.60
- 5 Miniatures, Op.28
- Momento scherzoso
- 3 Moments musicaux, Op.7
- 4 Moments musicaux, Op.84
- 8 Morceaux caractéristiques, Op.36
- 3 Morceaux poétiques, Op.42
- 6 Morceaux, Op.31
- 3 Morceaux, Op.34

- 4 Morceaux, Op.35
- 4 Morceaux, Op.38
- 2 Morceaux, Op.67
- 4 Morceaux, Op.68
- 2 Morceaux, Op.70
- 3 Morceaux, Op.73
- 2 Morceaux, Op.75
- 3 Morceaux, Op.76
- 2 Morceaux, Op.80
- 6 Morceaux, Op.81
- 4 Morceaux, Op.82
- 6 Morceaux, Op.83
- 3 Morceaux, Op.86
- 3 Morceaux, Op.87
- 6 Morceaux, Op.93

### N
- 3 Nouvelles danses espagnoles, Op.65

### P
- Pensées fugitives, Op.66
- 20 Petites Etudes, Op.91
- 10 Petits morceaux, Op.94
- 6 Phantasiestücke, Op.52
- Piano Concerto, Op.3
- Piano Concerto, Op.59
- 2 Piano Pieces, Op.27
- 2 Piano Pieces, Op.45
- 5 Pièces brèves, Op.95
- 10 Pièces mignonnes, Op.77
- 4 Polish Folk Dances, Op.55

### R
- Romance and Scherzo, Op.62

### S
- Der Schäfer putzte sich zum Tanz, Op.44
- Scherzo, Op.1
- Scherzo-Valse, Op.40
- Skizzen, Op.10
- 5 Spanish Dances, Op.12
- 6 Stücke aus der Musik zu Grabbe's 'Don Juan und Faust', Op.56
- 3 Stücke, Op.11
- 3 Stücke, Op.29
- 3 Stücke, Op.54
- Studies in Double Notes, Op.64
- Suite d'Orchestre No.1, Op.39
- Suite d'Orchestre No.2, Op.47
- Suite d'Orchestre No.3, Op.79
- Suite, Op.50
- Suite, Op.71

### T
- Tanz-Momente, Op.89
- Theme and Variations in the Styles of Different Composers
- Tränen, Op.22
- Tristesses et sourires, Op.58

### V
- Valse and Mazurka, Op.46
- Valse brillante  S A
- Valse de concert, Op.69
- 5 Valses, Op.8
- 4 Vierhändige Klavierstücke, Op.33
- Violin Concerto, Op.30